# Окиташвили, Важа Шотаевич
Важа Шотаевич Окиташвили (род. 17 июля 1952 года, Тбилиси) — российский художник, Заслуженный художник Российской Федерации (2017) , действительный член Российской академии художеств с 2013 года, член Творческого союза художников России с 2000 года.

## Биография
Родился в 1952 году в Тбилиси. Впервые приобщился к живописи в обществе своего дяди, художника-самоучки Михаила Сологашвили.
В 1990-е годы работал в Союзе дизайнеров Грузии в Тбилиси. В 1992 году переехал в Москву.
С 1993 года участвовал в работе над многими проектами: Поклонная гора, Манежная площадь, памятник Петру I в Москве, воссоздание Храма Христа Спасителя, сооружение «хрустальной» часовни Александра Невского.
С 2000 года работает в Московском музее современного искусства.
В том же году вступил в Творческий Союз художников России и начал принимать активное участие в различных выставках. Награждён ТСХ Бронзовой (2009), Серебряной (2010) и Золотой (2011) медалями за вклад в отечественную культуру.
В 2011 году стал членом-корреспондентом Российской академии художеств, а в 2013 был избран действительным членом Российской академии художеств, а также членом Международной Федерации художников.
Работает как график и живописец. Участник многочисленных групповых и персональных выставок.
Награждён множеством наград. Имеет благодарности Российской академии художеств.
Произведения художника находятся в музейных и частных коллекциях в России и за рубежом.
Живет и работает в Москве.

## Награды
- Церковный орден прп. Сергия Радонежского (2002 г.) — за участие в воссоздании Храма Христа Спасителя.
- Благодарности Российской академии художеств 2005, 2009, 2011, 2013 гг.
- Бронзовая (2009 г.), серебряная (2010 г.) и золотая (2011 г.) медали Творческого союза художников России за вклад в отечественную культуру.
- Медаль Шувалова Российской академии художеств (2011 г.)
- Медаль «Достойному» (2011 г.) за участие в выставке «Взгляд на творчество художника Нико Пиросмани из XXI века».
- Орден Ломоносова (2011 г.) за личный вклад в развитие отечественного изобразительного искусства.
- Орден «Мир и Дружба» (2012 г.) от Российского наградного комитета.
- Орден «За служение искусству» Российской академии художеств (2012 г.)
- Медаль «За заслуги перед Академией» Российской академии художеств (2012 г.).
- Золотая медаль Натальи Сац за «Выдающийся творческий вклад в развитие искусства».
- Указом президента Российской Федерации награжден почетным званием «Заслуженный художник Российской Федерации» (2017 г.)